# Parsare
Analiza sintactică sau parsarea este parcurgerea și analizarea unităților sintactice ale unui text fie în limbaj natural fie formal, cu identificarea elementelor ireductibile din propoziții (subiect logic, predicat logic) care îi corespund în raport cu o gramatică formală. Un exemplu de gramatică formală este logica propozițiilor simple sau complexe. Termenul parsare are originea în latină : pars înseamnă parte de vorbire.
Parsarea este un proces de analiză a unui șir de simboluri, fie în limbaj natural, limbaje de calculator sau structuri de date, conform cu regulile gramaticii formale, prin împărțirea în părți. În informatică, termenul este utilizat în analiza limbajelor de calculator , referindu-se la analiza sintactică a codului de intrare, în părțile sale componente, pentru a facilita scrierea compilatorilor și interpretorilor 
Un parser sau analizor sintactic este o componentă a unui interpretor sau compilator informatic, în cadrul cărora identifică structura textului de intrare și o aduce într-o formă potrivită pentru prelucrări ulterioare, căutând erori de sintaxă în acest text. Parserele pot fi programate manual sau pot fi generate semiautomat, cu ajutorul unor unelte cum ar fi Yacc, pe baza unei gramatici scrise în forma Backus-Naur.
De regulă, rezultatul parsării este o structură de sintaxă a unei fraze, reprezentată fie ca un arbore de dependențe, fie ca un arbore de componente, sau ca o combinație a celor două.